# Slanská Huta
Slanská Huta (in ungherese Szalánchuta) è un comune della Slovacchia facente parte del distretto di Košice-okolie, nella regione di Košice.